# Четврта ударна бригада Дванаесте дивизије НОВЈ
Четврта ударна бригада Дванаесте дивизије НОВЈ формирана је 28. септембра 1944. године у Подравској Слатини од делова Диљског, Осјечког и Пожешког НОП одреда и једног батаљона Осјечке бригаде. Имала је три батаљона, јачине 924 борца и била у саставу Дванаесте дивизије НОВЈ.

## Борбени пут бригаде
Од октобра 1944. до средине априла 1945. дејствовала је на комуникацијама Београд-Загреб (на одсеку Батрина-Врпоље), Осијек-Ђаково-Винковци и Нашице-Вировитица, нападала непријатељев транспорт и упоришта дуж комуникација. Ноћу 26/27. октобра порушила је код Ступника пругу Београд-Загреб на 10 места; 1. новембра код истог места напала је моторизовану немачку колону, уништила 5 камиона и путнички аутомобил, а оштетила 20 камиона и 1 тенк; 3. јануара 1945. уништила је код села Грабарја (близу Славонске Пожеге) 2 камиона и разнила немачку јединицу; 14. и 15. јануара водила је оштре борбе код Плетернице, а 22. марта код села Кајгане, Томашице и Клобочевца. Наредбом Треће армије ЈА од 3. марта 1945. добила је назив ударна. После пробоја Сремског фронта учествовала је у ослобођењу Нашица 16. априла, затим у ослобођењу Кутјева, Ветова, Велике Чрешњевице, Отрованеца, Седларице, Турнашице, Вукосављевице. Борбени пут завршила је на југословенско-асутријској граници.
Одликована је Орденом заслуга за народ.